# Марч (авіабаза)
Авіаба́за Марч (англ. March Air Reserve Base), також Резервна авіабаза Марч (IATA: RIV, ICAO: KRIV, FAA ідент. місц.: RIV) — діюча військово-повітряна база Повітряних сил США, розташована в окрузі Ріверсайд, штат Каліфорнія, між містами Ріверсайд, Морено-Валлі, і Перріс. База є пунктом постійного базування штаб-квартири 4-ї повітряної армії Резервного командування ПС і господарського формування 452-го крила перевезень (452 AMW), найбільшого авіатранспортного крила 4-ї повітряної армії. Окрім кількох підрозділів командування Резерву ПС, які підтримують Транспортне, Бойове та Тихоокеанське командування ПС, авіабаза Марч також є місцем дислокації підрозділів армійського резерву, Резерву ВМС, Резерву Корпусу морської піхоти, Повітряних сил Національної гвардії Каліфорнії та Національної гвардії Каліфорнії. За роки Холодної війни протягом майже 50 років авіабаза Марч була основною базою Стратегічного командування ПС США. Об'єкт охоплює 2075 акрів (840 га) землі.

## Формування, що базуються на Марч
- 4-та повітряна армія
  - 452-ге мобільне авіакрило (C-17 Globemaster III, KC-135R Stratotanker)
  - 163-тє розвідувальне крило (CA ANG) (MQ-1)
  - 144-те винищувальне крило (CA ANG)
    - 1-й авіазагін (CA ANG) (F-16C/D)

## Галерея

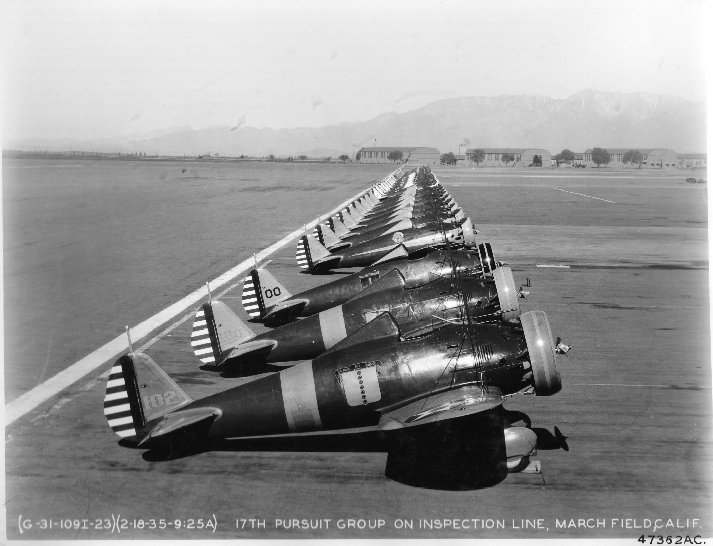
Винищувачі P-26 «Пішутер». 1935
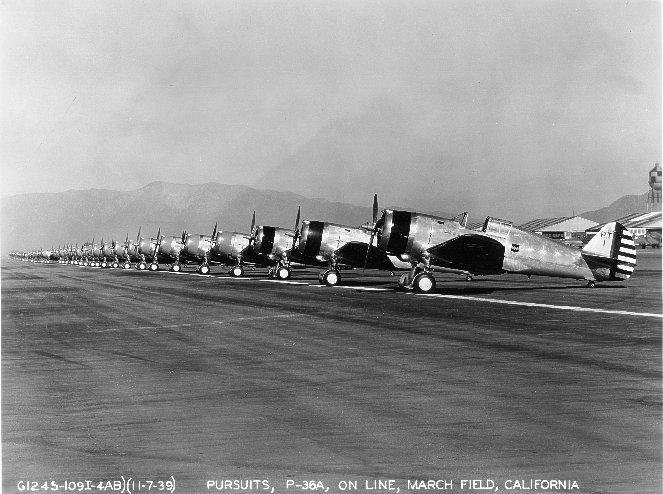
20-та група винищувачів на літаках P-36 «Хок». 1939
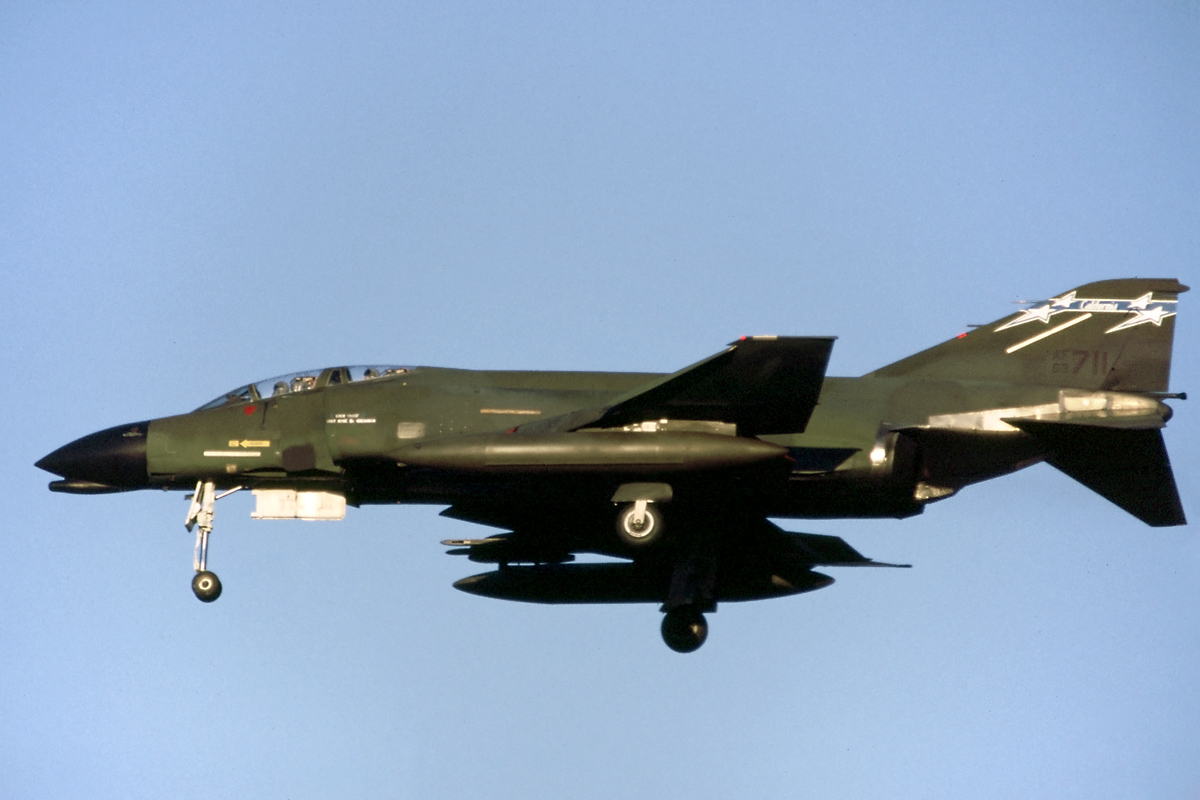
Винищувач Національної гвардії Каліфорнії F-4 «Фантом» II. 1987
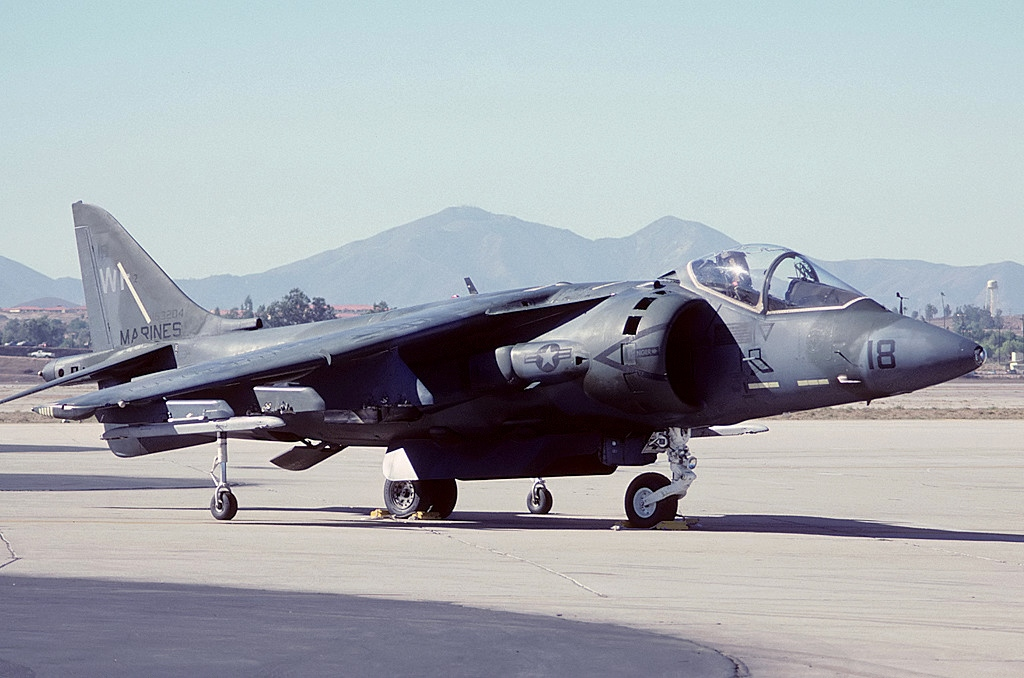
Штурмовик вертикального злету та приземлення AV-8B «Гаррієр» II. 1989
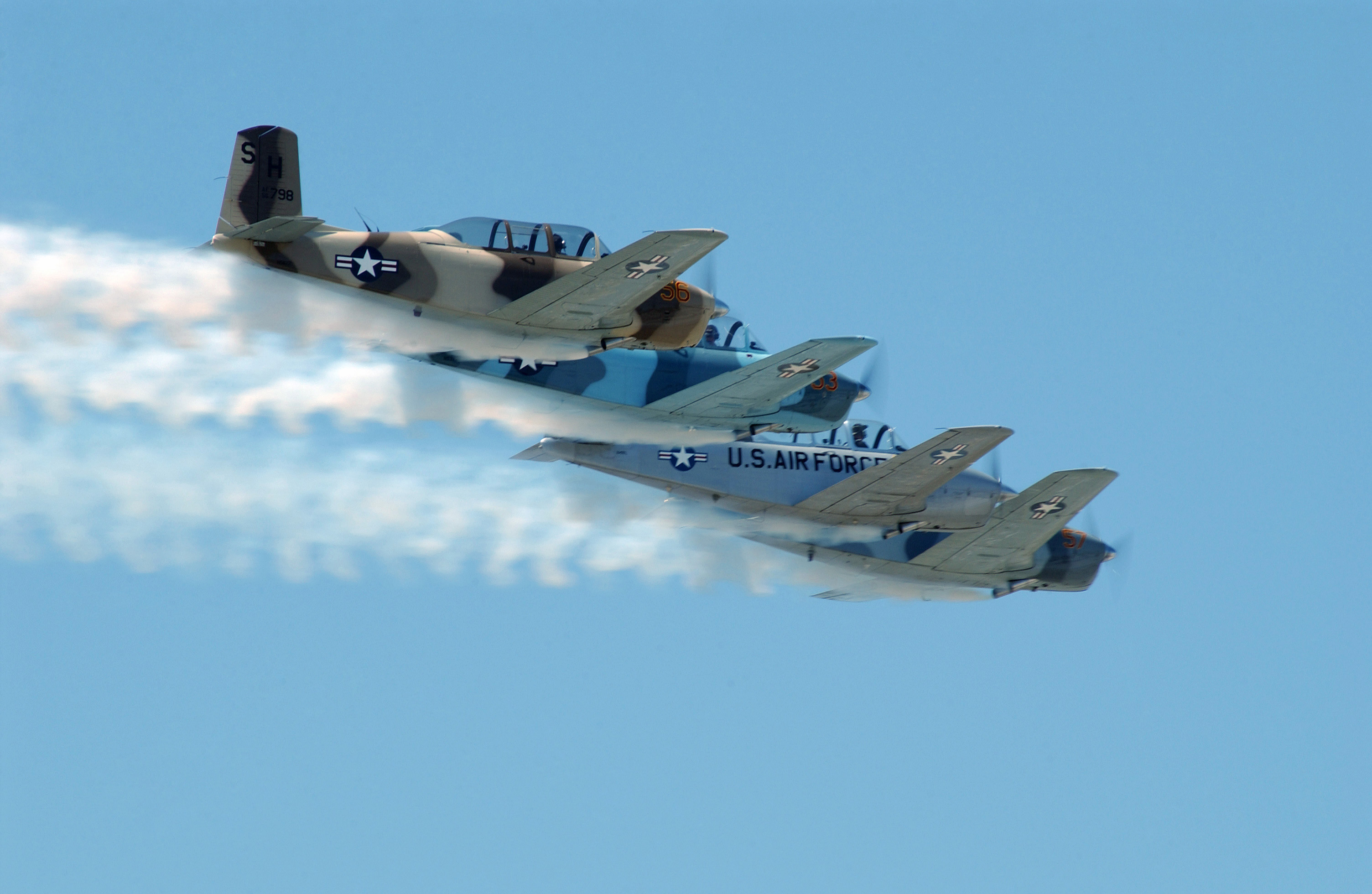
Демонстраційний політ літаків T-34 «Ментор». 2000
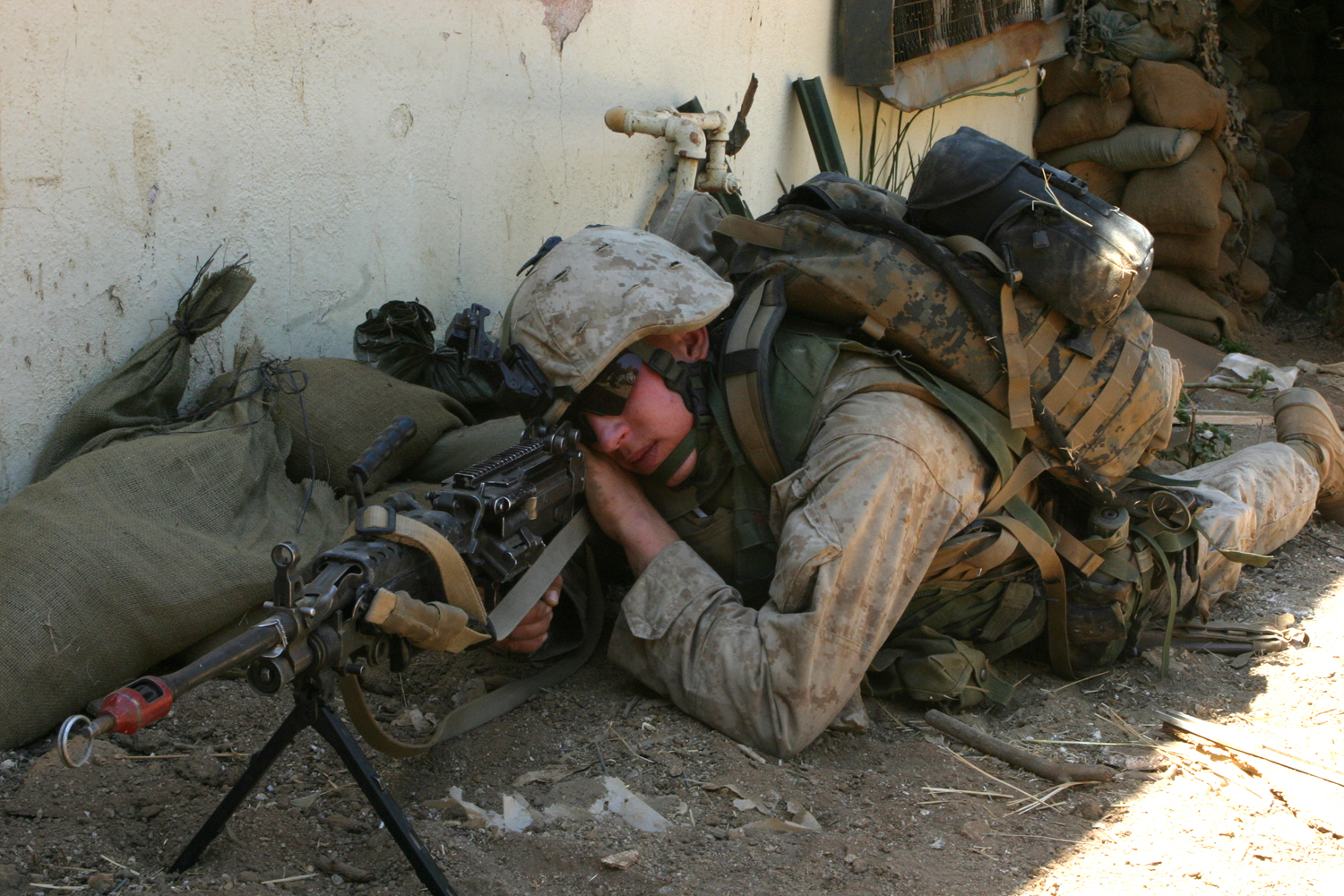
Заняття з тактичної підготовки резервістів Корпусу морської піхоти. 2005
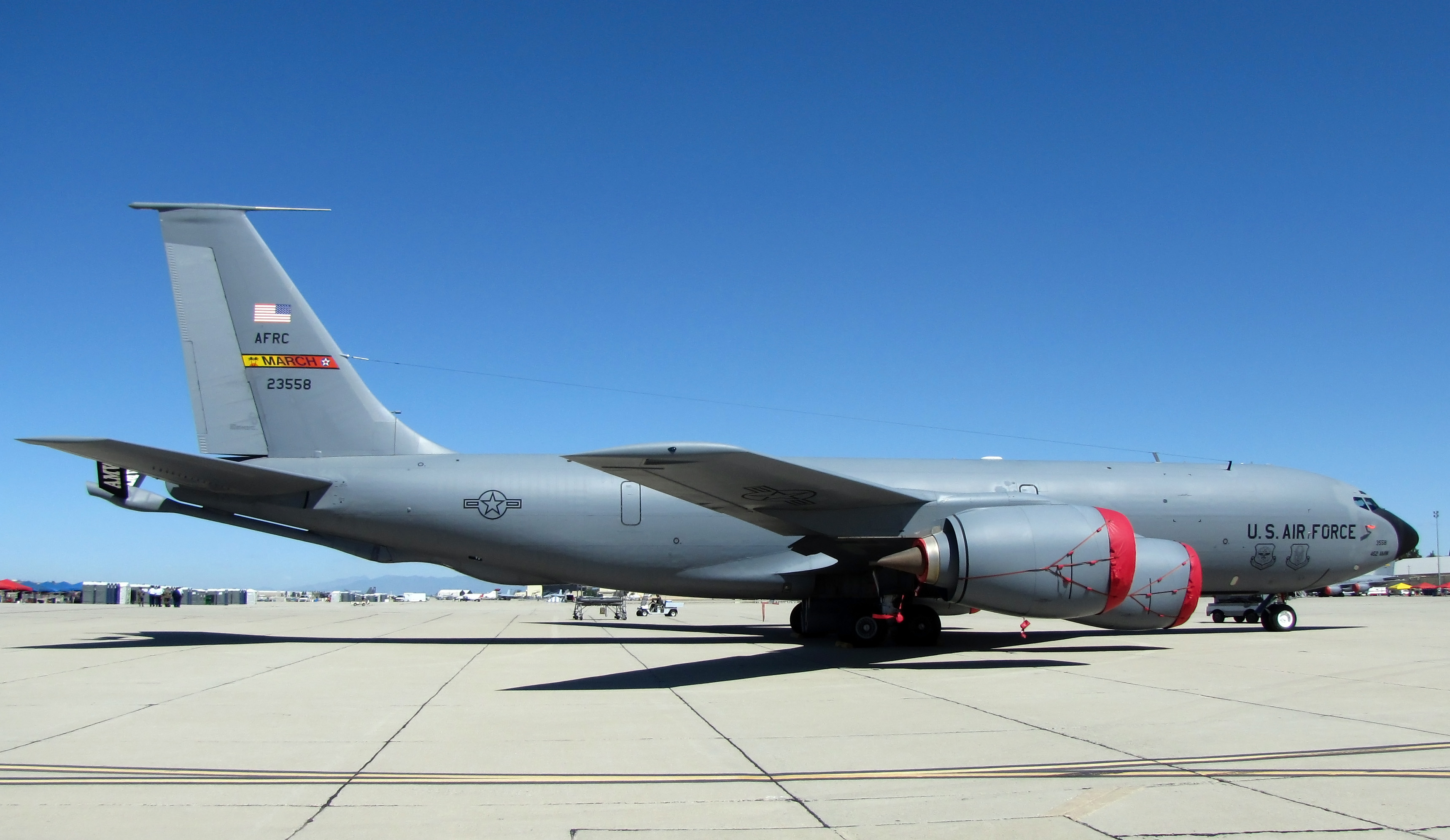
Літак-заправник KC-135R «Стратотанкер». 2010
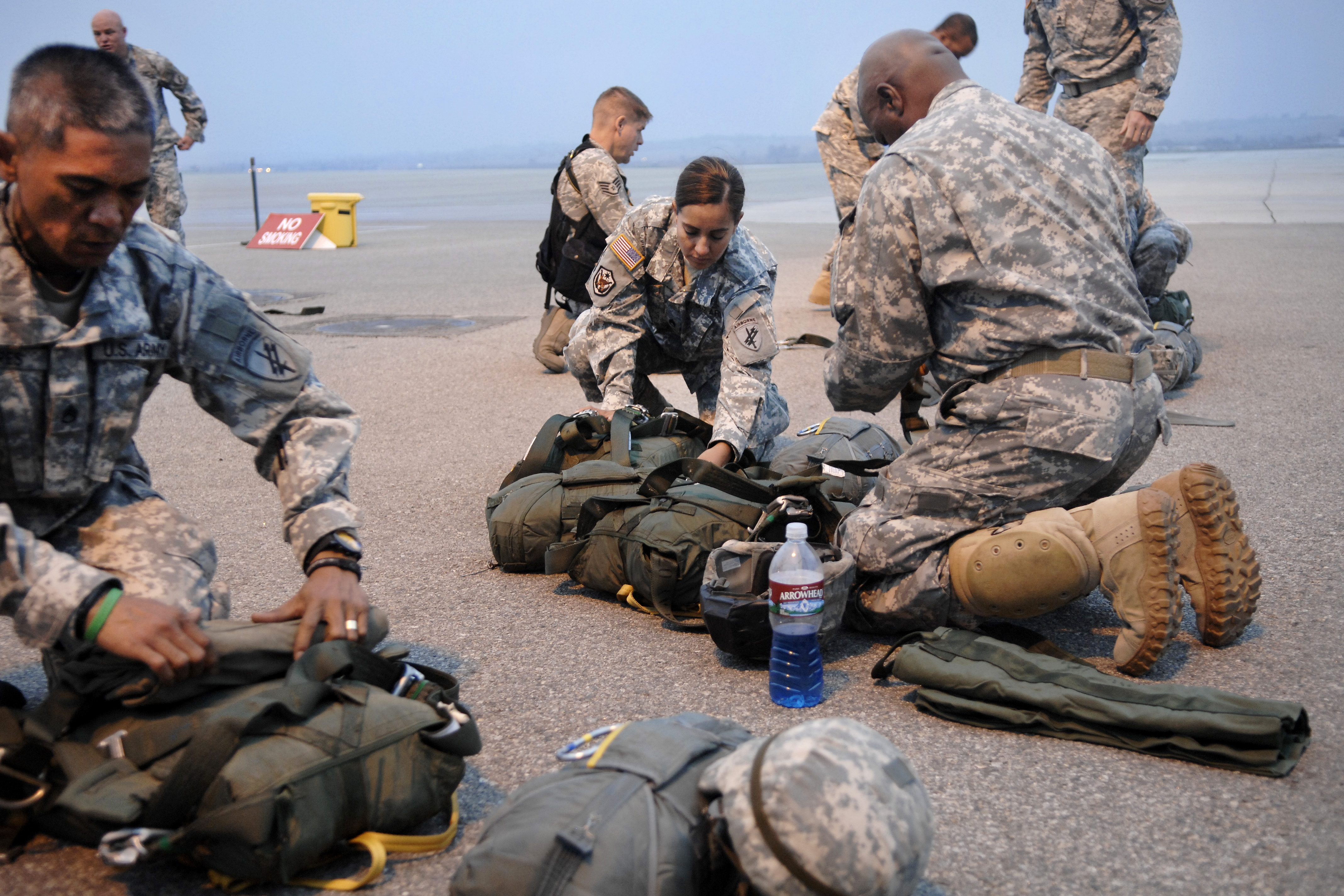
Підготовка американських десантників до завантаження на борт військово-транспортного літака C-17 «Глоубмайстер III». 2011
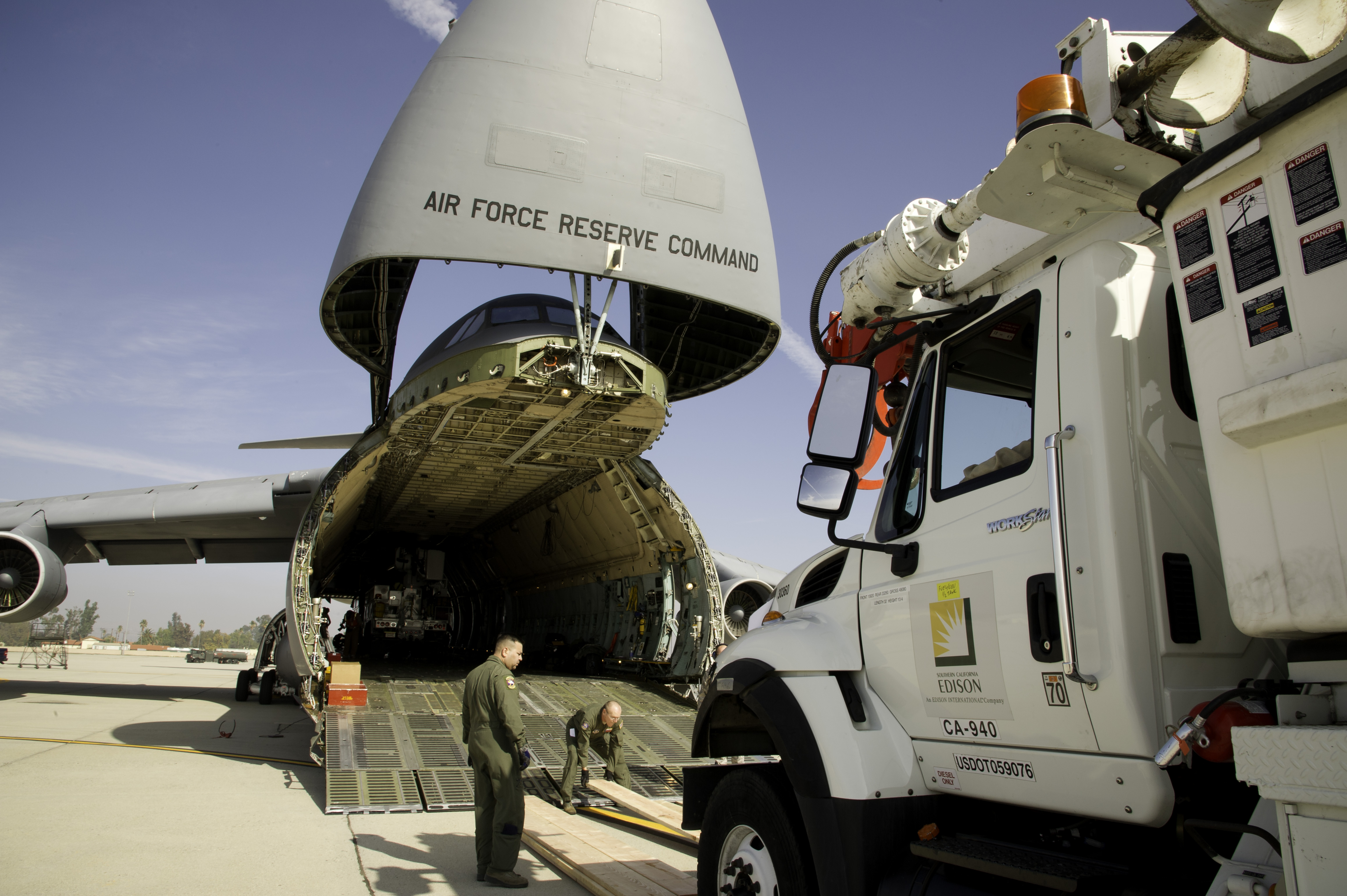
Завантаження вантажного автомобіля з гуманітарним вантажем на борт C-5 «Гелексі» для забезпечення постраждалих унаслідок урагану Сенді. 2012
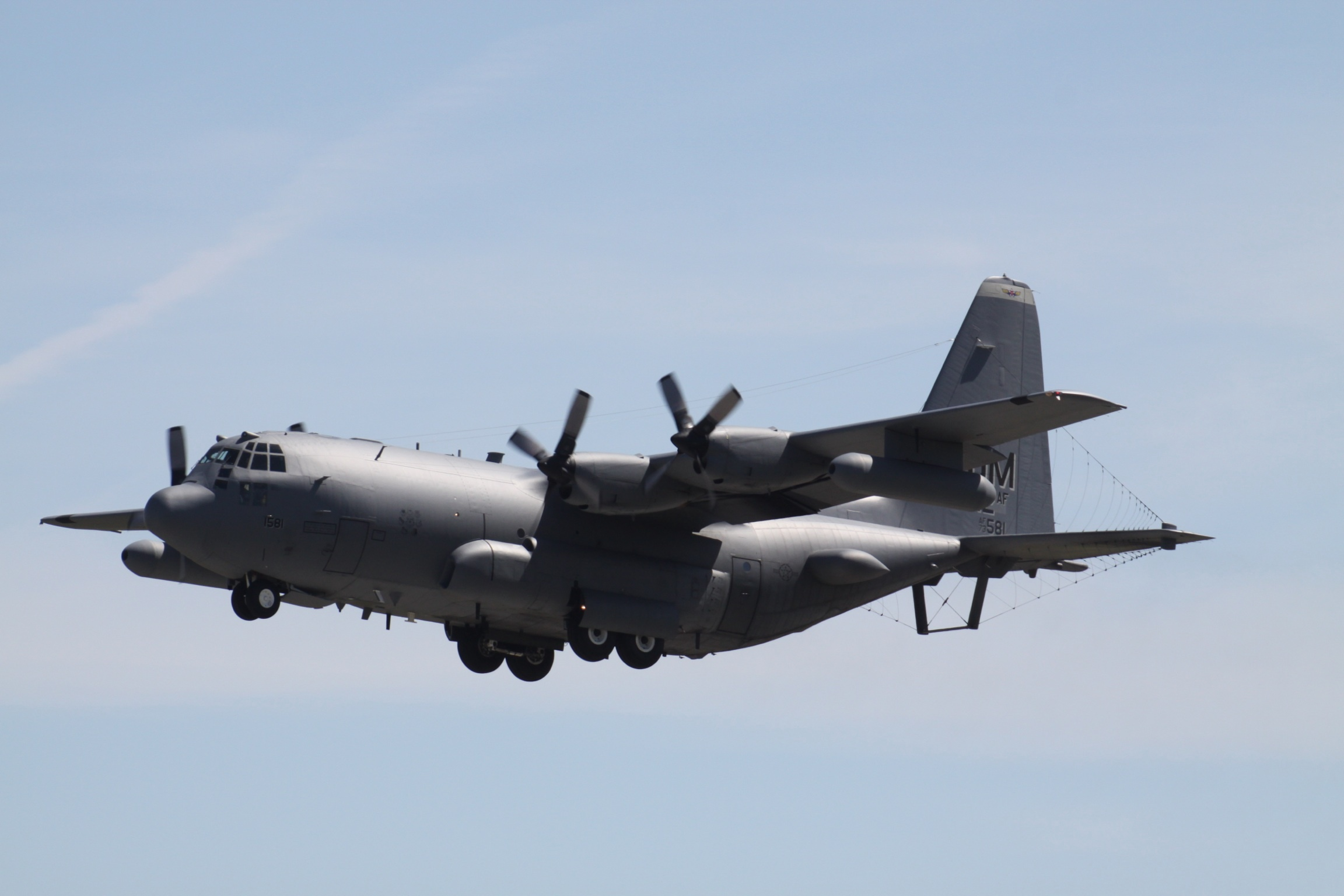
Зліт C-130 «Геркулес» з аеродрому Марч. 2012
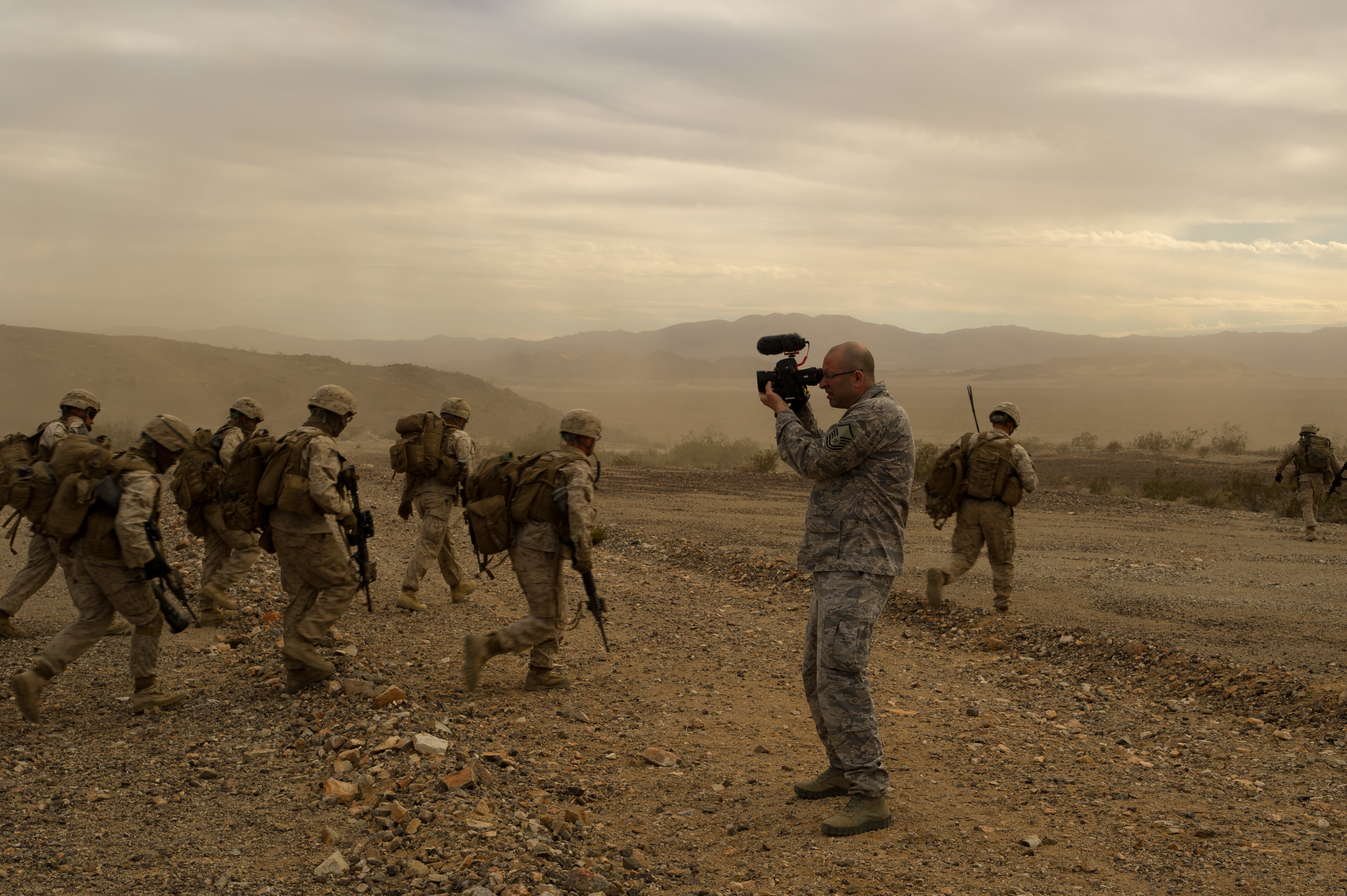
Комплексні тактичні навчання особового складу резервістів морської піхоти на базі Марч. 2015
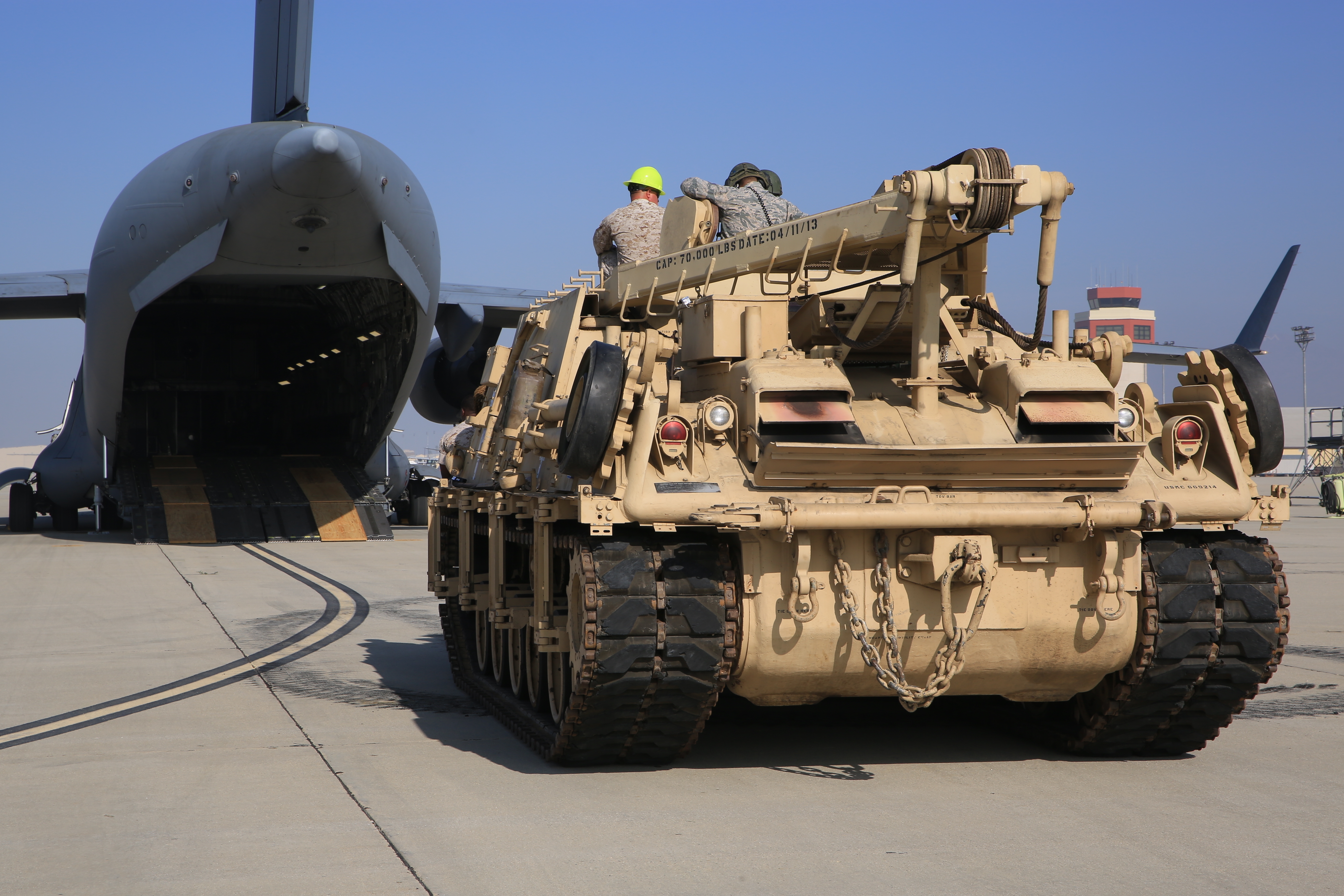
Підготовка до завантаження на борт C-17 «Глоубмайстер III» БРЕМ M88A2 «Геркулес». 2016
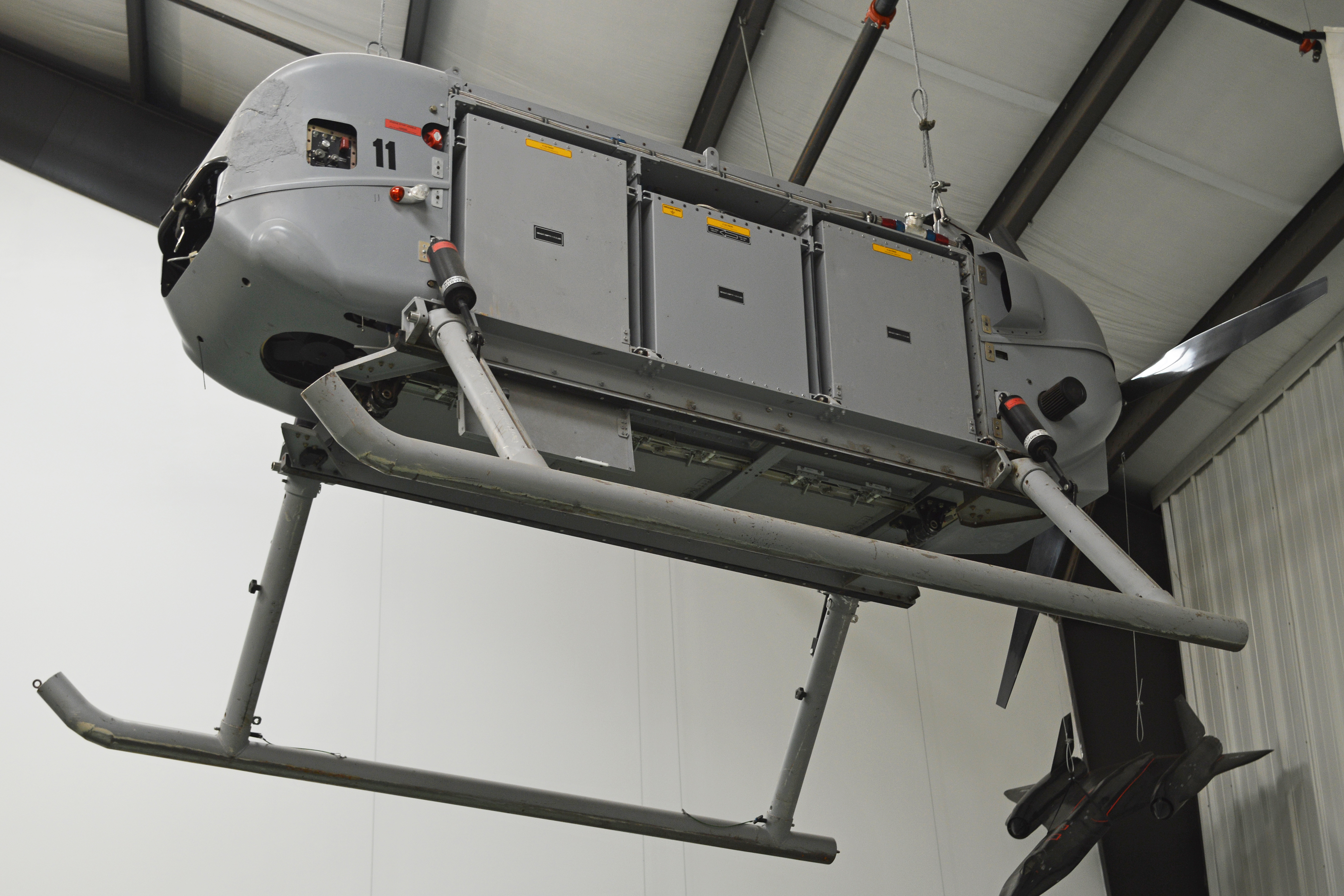
Безпілотний вантажний параліт MMIST CQ-10 Snowgoose у музеї авіабази Марч. 2016
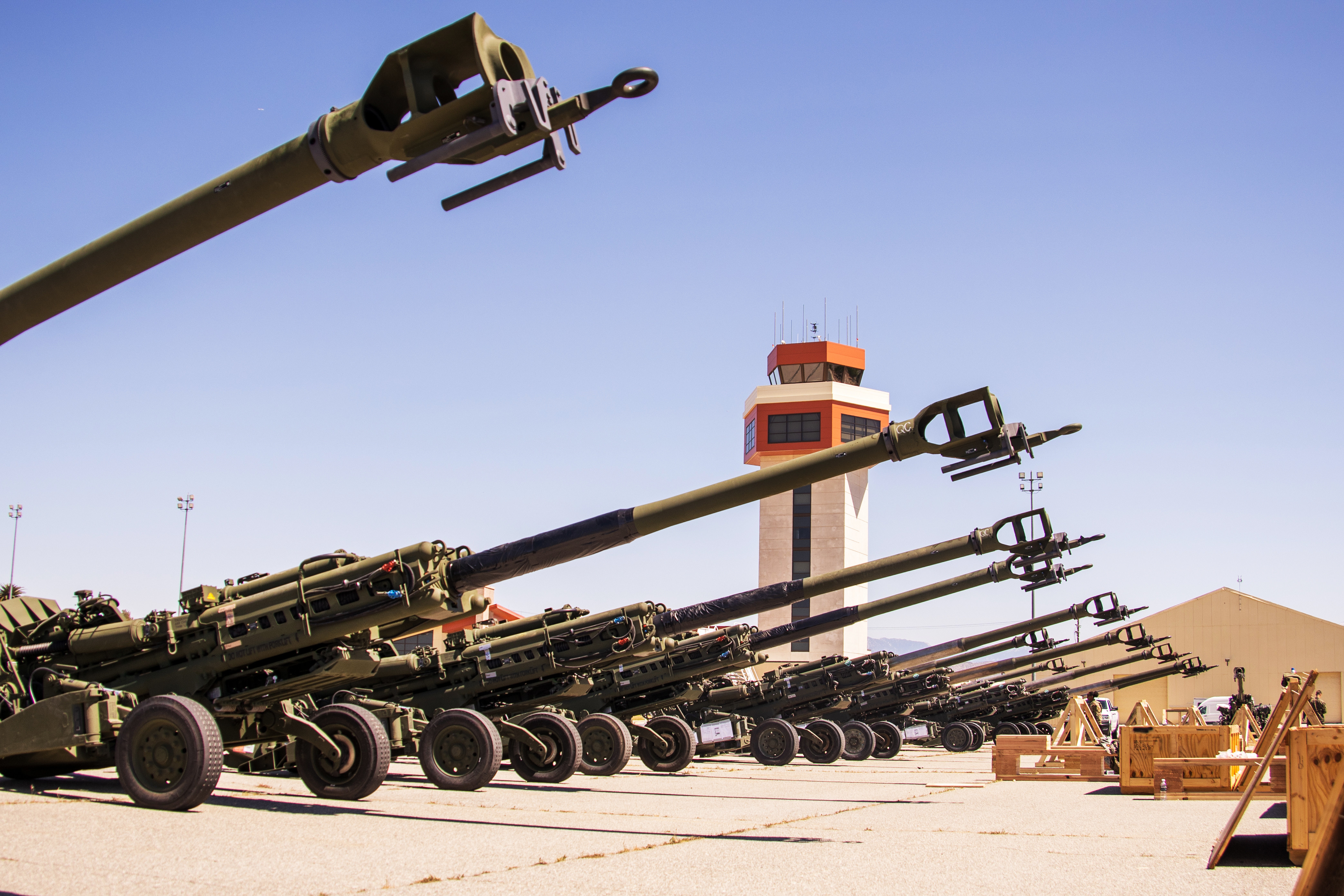
Підготовлені 155-мм гаубиці M777 на злітній смузі аеродрому Марч для відправлення до України. 22 квітня 2022